# Кынчев, Васил
Васил Иванов Кынчев (болг. Васил Иванов Кънчов, 26 июля 1862, Враца — 6 февраля 1902, София) — болгарский географ, педагог и политический деятель. Член Прогрессивно-либеральной партии я (Болгария)

## Биография
Родился в город Враца, в семье бондаря. По окончании четырёхклассного училища в родном городе, в 1880 году получил стипендию общины для обучения в Ломской гимназии. В 1884 году окончил гимназию с отличием и назначен главным учителем Врачанского четырёхклассного училища.
Но уже в 1885 году Кынчев получил государственную стипендию для обучения химии в Харьковском университете. Здесь, в Харькове, Кынчев познакомился с болгарским историком и государственным деятелем Марином Дриновым. В том же году он прервал образование для участия добровольцем в Сербско-болгарской войне. После войны изучал химическую технологию: три семестра в Мюнхене и два - в Штутгарте. В начале 1888 года заболел ревматизмом, уехал на лечение в Тироль...
С 1888 года Кынчев жил в восточной Македонии (принадлежавшей в этот период ещё Османской империи). С сентября 1888-го преподавал химию в 1-й болгарской гимназии в Салониках (мужской). В 1891 году стал директором болгарского училища в городе Сере. В 1892-1893 гг. — директор 1-й болгарской гимназии в Салониках. Женился на Христине Балтаджиевой (1867 — 1893), учительнице Салоникской женской гимназии. В марте 1894 года Кынчев был назначен главным экзархийским инспектором болгарских училищ в Македонии. В этой должности он много путешествовал по Македонии и сопредельным регионам.
Летом 1897 года Кынчев посетил болгарский этнический остров в Анатолии. Инспектор обследовал 20 деревень анатолийских болгар. В Кыз-Дервенте он насчитал 400 болгарских домов, в Коджа-бунаре (Kocabunar) — 350, в Сююте (Söüt) — 60, в Кубаше (Kubaş) — 100, в Тёйбелене — 50, в Ени-Кёе (Новом селе) — 150, в Мандире (Mandir) — 150, в Аладжа-баире (Alacabair) — 50, в Киллике (Killik, Ikinlik) — 50, в Симавле (Simavla) — 40, в Хаджи-Паун-Кёе (Hacipaunköy) — 80, в Манате (Manata) — 100, в Байрамиче (Bayramiç) — 30 (здесь болгары составляли меньшинство), в Стенгель-Кёе (Stengelköy) — 60, в Чатал-Таше (Çataltaş, Çataltepe) — 70, в Урумче (Urumçe) — 40, и некоторое количество болгарских домов в Чалтыке (Çaltik), Траме (Trama) и Мате (Mata). К сожалению, Кынчеву не удалось посетить близлежащий город Михалич, также преимущественно-болгарский по своему этническому составу... На обратном пути, в Стамбуле, на Кынчева было совершено покушение, и он чудом избежал смерти. Кынчев и многие болгары полагали, что попытка его ликвидации была организована турецкой полицией.

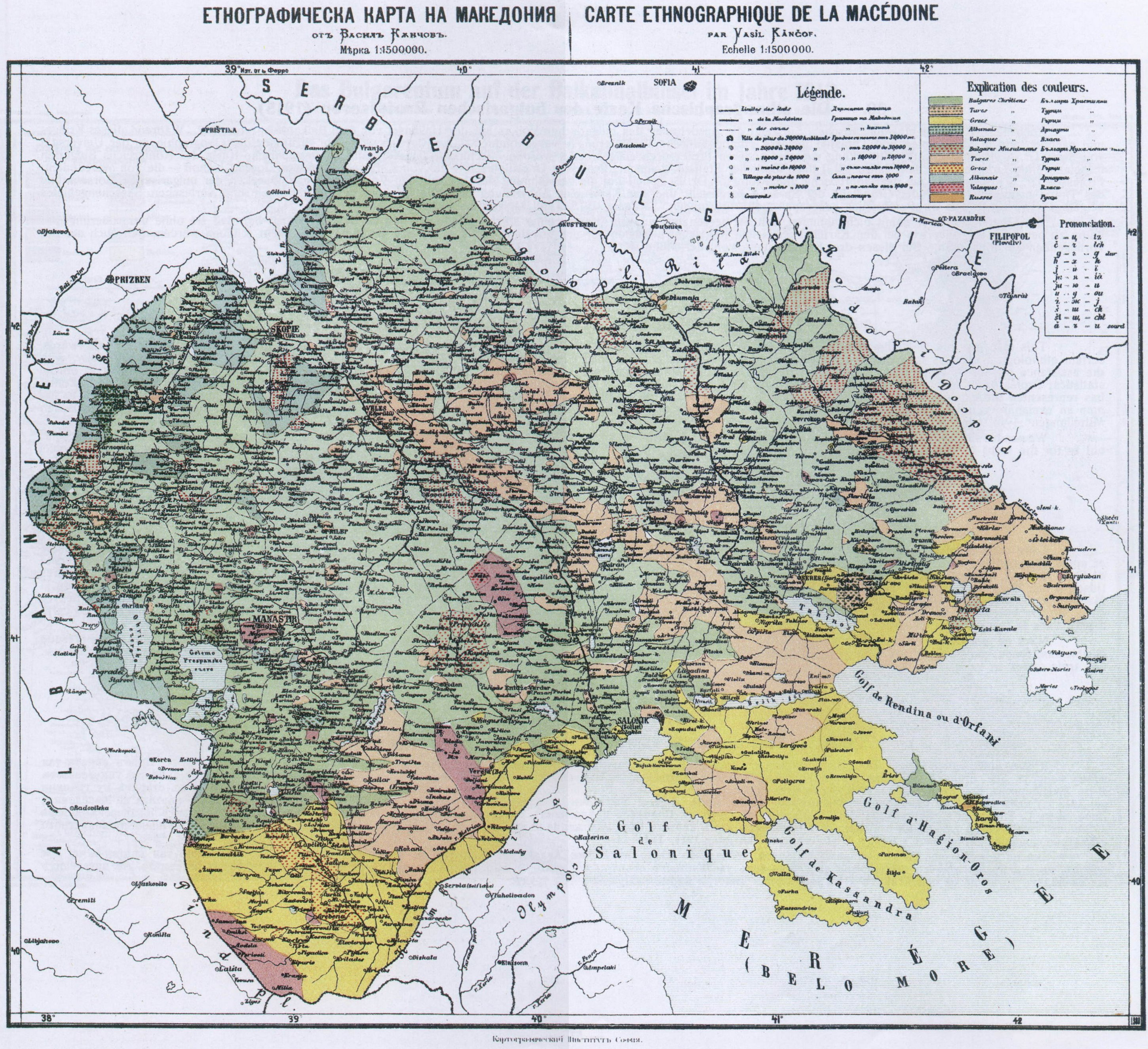
Карта Кынчева из Македония. Этнография и статистика

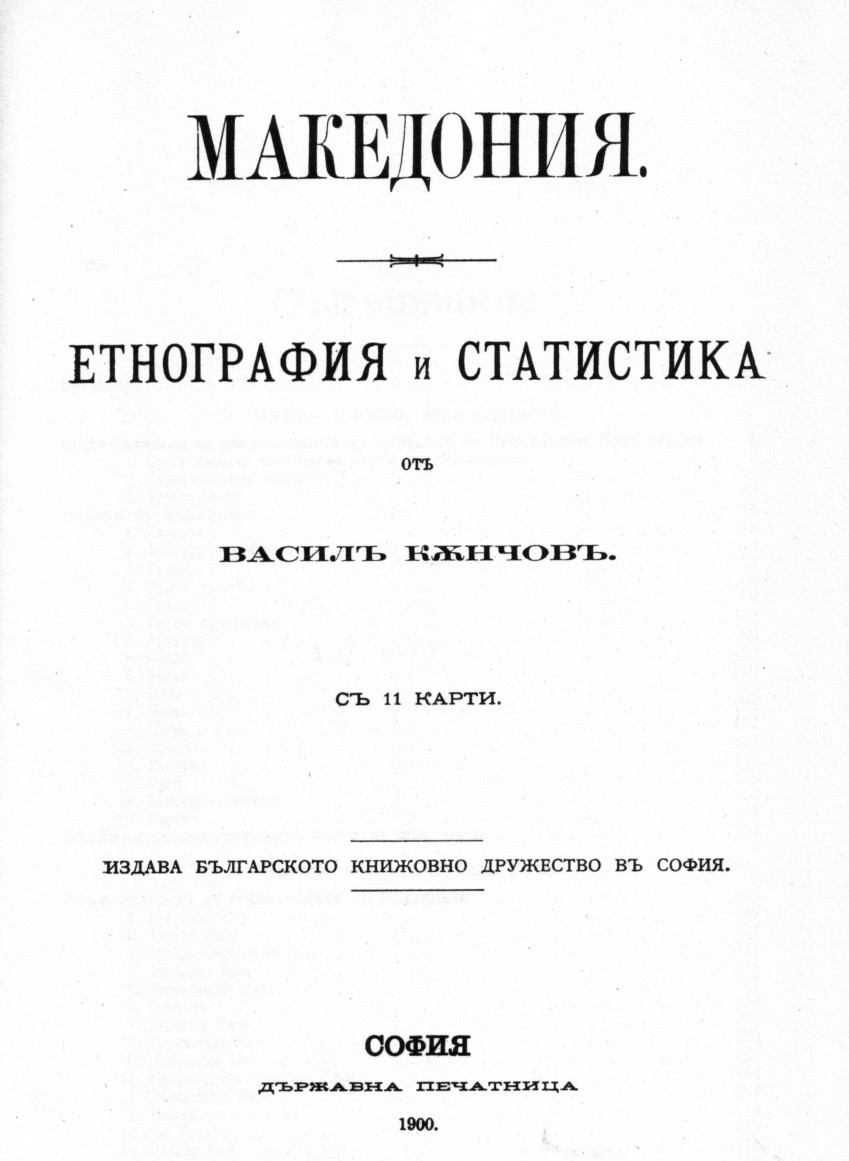
Титульный лист той же книги

В 1898 году перебрался в Софию и обратился к публичной политической деятельности. Был избран депутатом Народного Собрания (парламента). В ответ на тронную речь князя Фердинанда в Народном Собрании (2 ноября 1899 г.), произнёс свою знаменитую речь «Турция и болгары», в которой призвал к скорейшему национальному объединению болгар и к деятельной защите порабощённого болгарского населения Македонии. Географии и этнографии Македонии посвящены основные труды Кынчева. Это — прежде всего: «Положение болгар в Македонии» (1895); «Город Скопье» (1898); «Македония. Этнография и статистика» (1900); «Орогидрография Македонии» (1911). В последней книге (изданной посмертно) Кынчев подчеркнул, что и славяноязычные, и романоязычные македонцы сами себя именуют «Македонцами», также зовут их и сопредельные народы: 
Местные болгары и куцовлахи, кои живут в пределах Македонии, нарекли сами себя Македонцами — и окрестные народы зовут их также. Турки же и арнауты (албанцы-христиане) не называют себя македонцами, но будучи спрошены, откуда они? — отвечают: «Из Македонии».
В начале 1902 года Кынчев занял пост министра народного просвещения, однако уже через месяц был убит в собственном кабинете безработным учителем.